# Younique Unit
Younique Unit（韓語：유니크 유닛），韓國SM Entertainment旗下於2012年組成的限定企劃組合，成員包括銀赫、孝淵、Henry、泰民、Kai、Luhan。SM Entertainment與韓國現代汽車合作，此組合作為代言人之一，並推出單曲《Maxstep》。 Younique Unit就是取「Unique」的「U」的諧音「You」，意思是獨一無二的組合。

## 成員列表
| 藝名 | 藝名 | 藝名     | 本名   | 本名 | 本名     | 所屬組合     |
| 漢字 | 諺文 | 羅馬拼音 | 漢字   | 諺文 | 羅馬拼音 | 所屬組合     |
| 銀赫 |      |          | 李赫宰 |      | [ 3 ]    | Super Junior |
| 孝淵 |      |          | 金孝淵 |      | [ 3 ]    | 少女時代     |
| 泰民 |      |          | 李泰民 |      | [ 3 ]    | SHINee       |
| Kai  |      |          | 金鍾仁 |      |          | EXO／EXO-K   |

## 已離開成員
| 藝名  | 藝名 | 藝名     | 本名   | 本名 | 本名     | 所屬組合       |
| 漢字  | 諺文 | 羅馬拼音 | 漢字   | 諺文 | 羅馬拼音 | 所屬組合       |
| Henry |      |          | 劉憲華 |      | [ 3 ]    | Super Junior-M |
| Luhan |      |          | 鹿晗   |      |          | EXO／EXO-M     |

## 音樂作品

### 韓文單曲
| 單曲 # | 單曲資料                                                             | 曲目                                                                          |
| 1st    | 《PYL Younique Album Vol.1》 - 發行日期：2012年10月31日 - 語言：韓語 | 曲目 1. Lookin'（BoA） 2. My Lifestyle（Jessica） 3. Maxstep（Younique Unit） |

### 音樂錄影帶
| 日期           | 歌曲名稱    | 歌手          |
| 2012年10月31日 | 《MAXSTEP》 | Younique Unit |

## 外部連結
- 官方网站 